# Color Climax
Color Climax är ett danskt bolag som producerar och säljer pornografisk film och tidningar. Företaget sålde tidigt filmer i Super8-format.
Bolaget var tidigt i Skandinavien med porrtidningar med färgbilder, tidningar som de sålde från 1965 via sin egen affär i Köpenhamn.